# Perpétua Flôres
Perpétua Flôres es una poetisa y periodista argentina. Nacida en Santo Angelo, Río Grande do Sul, Brasil, y radicada en la Argentina desde 1969.
En 2001 dirigió el programa Claseficados (Miscelánea Internacional) por Radio Esmeralda AM 850, domingos de 11 a 12 y en la misma emisora, los martes de 21 a 22,  el programa Transmisión de pensamientos. A partir de 2006 dirige el programa radial Dicho sea de paso Radio Onda Latina AM 1010. Revisora de Diccionarios Portugués-Español y Español-Portugués para Editora Marymar.

## Obras Publicadas
En portugués:
- Buscas - poemas - Porto Alegre, 1968.
- Curso de portugués - Textos y casetes para la BBC de Buenos Aires, 1981.
- Noite e dia – En el centenario de Absolviçâo dos Escravos - poemas – Buenos Aires, 1988.
- Através de um Arco-iris de Lápis de Cores – obra infanto-juvenil, poemas, Santo Angelo, 1990.

En español:
- Veranal – poemas – 1975.
- Raíz y nube – poemas – 1976.
- Hombre de América – poemas – 1977.
- Transeúntes – poemas – 1980.
- Los andamios – cuentos – 1981.
- Adán y Eva – poemas – 1982.
- ABC – Síntesis de la vida y obra de Arturo Berenguer Carisomo – 1984.
- Etcétera... – cuentos – 1984.
- Entre paréntesis – poemas en portugués y en castellano – 1985.
- Academia Literaria, Sociedad Anónima – episodios – 1986.
- Segunda Edición: 1996, Edit. Nueva Generación.
- Destierro de dioses – poemas – 1986. Segunda Edición: 1991.
- Desde el suelo del Brasil a los cielos del mundo – Un vuelo lírico con Santos Dumont – ensayo – 1987.
- Introducción al (uni)verso de Jorge Luis Borges – ensayo – 1988.
- Luis Leopoldo Franco a contraluz – ensayo – 1988.
- Las veintiséis noches – cuentos – 1989.
- Tic-Tac – poemas – 1992.
- Valentín Adamovich y su obra en Río Grande do Sul – ensayo – 1993
- Puesta de luna – poemas – 1993.
- La selva develada – novela documental – 1994.
- Azúcar entre los dedos – poemas – 1995.
- Él, Arturo Berenguer Carisomo – ensayo – 1996.
- Made in – novela – 1997.
- El último en salir que apague la luz – relatos – 2005.
- Ella y yo, en torno a Ernestina Azlor - relatos - 2006.
- A flor de piel – crónicas – 2009.

## Labor Periodística
- Codirectora de la revista Antología, dirigida por Diego Rositto, Chivilcoy, Provincia de Buenos Aires.
- Productora y Directora de la revista Presencias, desde 1983.
- Colabora con la Página Literaria dominical, de Pregón, de San Salvador de Jujuy.
- Colaboradora de periódicos y revistas.
- Entrevistas a notables personalidades, como Jorge Luis Borges, Juan Oscar Ponferrada, Pedro Raola, Jorge Amado, Carlos Basurto, Rodolfo Graciano, Alejandro Storni, Bruno Versacci, José Carlos Gallardo, Roberto A. Tálice, Enrique de Gandia, Arturo Berenguer Carisomo, Libertad Lamarque, Sebastián Piana, Roberto Castiglione, Raúl H. Castagnino, René Favaloro, etc.
- Directora de la Sala de Actos Culturales Arturo Berenguer Carisomo.

## Menciones Honoríficas
- Socia Honoraria de la Casa do Poeta Riograndense, Porto Alegre, Río Grande do Sul, Brasil.
- Socia Honoraria del Gremio Literario Castro Alves, Río Grande do Sul, Brasil.
- Medalla Honra al Mérito de la Academia Internacional de Letras do Río de Janeiro, Brasil.
- Diploma del Buen Soldado de la Poesía, “por sus logros espirituales creyendo en la Poesía y luchando por ella”, del Grupo Laberinto, Buenos Aires, Argentina.
- Socia Correspondiente del Instituto Argentino-Brasileiro de Cultura de Buenos Aires, Argentina.
- Madrina del elenco teatral Las Dos Carátulas, de Radio Nacional, Buenos Aires, Argentina.
- Premio Estatuilla El Laçador, “por su labor intelectual”, Porto Alegre, Río Grande do Sul, Brasil.
- Certificado de Excelencia, otorgado por la Universidad del Colorado, Estados Unidos.
- Plaqueta del Gran Café Tortoni, Buenos Aires, Argentina.
- Plaqueta Reina de la Poesía, otorgada por el programa de Eduardo Rapoport, Radio Buenos Aires.
- Distinción de Argentores, por su obra poética en el año 1997.
- Premio Ratelko por su programa radiofónico (Radio Esmeralda AM) 12.001 Buenos Aires, Argentina.
- Trofeo de la Sociedad de Cultura Latina como Embajadora de los Poetas brasileiros, en Buenos Aires.
- Académica de número de la Academia dos Municipios do Brasil, representando su ciudad, Santo Angelo.
- Manzanita de oro, distinción de la Manzana de las Luces, 99.
- Medalla “Perpétua Flôres”, distinción que otorga la Casa Do Poeta Riograndense a argentinos que se destacan en diversas ramas del arte (Porto Alegre, Brasil).
- Distinción otorgada por el Ministerio del Exterior de la República Argentina por su labor del engrandecimiento del país. 2008.

- Datos: Q6072827
- Multimedia: Perpétua Flôres / Q6072827